# František Xaver Brixi
František Xaver Brixi, deutsch Franz Xaver Brixi, (* 2. Januar 1732 in Prag; † 14. Oktober 1771 in Prag) war ein böhmischer Komponist, Organist und Kapellmeister. Er lebte in der Zeit des Übergangs vom Barock zur Klassik und zählt zu den bedeutendsten und einflussreichsten böhmischen Komponisten des 18. Jahrhunderts. Er war der bekannteste Vertreter der nordböhmischen Musikerfamilie Brixi und gilt als Wegbereiter der Wiener Klassik in Böhmen.

## Leben und Wirken
Sein Vater war der angesehene Prager Komponist und Organist Šimon Brixi (1693–1735). Seine Mutter Barbora, geborene Fialková, war Tochter des Bürgermeisters von Benátky nad Jizerou. Laut dem Taufbuch der Dreifaltigkeitskirche (Kostel Nejsvětější Trojice) in der Prager Neustadt wurde er auf den Namen František Vojtěch Emanuel Brixi getauft. Nach dem frühen Tod des Vaters im Jahr 1735 kehrte die Mutter mit den Kindern in ihre Heimatstadt zurück, wo sie im Jahr 1739 erneut heiratete.
František Xaver besuchte die Pfarrschule in Benátky nad Jizerou und erhielt anschließend in den Jahren 1744 bis 1749 seine humanistische und musikalische Ausbildung am renommierten Piaristengymnasium im nahe gelegenen Kosmonosy. Dieses Klostergymnasium war für seine musikalische Tradition geschätzt. František Xaver war ein ausgezeichneter Schüler, die Schulchronik würdigte ihn mit dem Vermerk felicissimus ingenii. Zu seinen Lehrern gehörten der Instructor musicae Albert Wisner (1714–1787, Ordensname Lucas St. Barbara) und besonders der Komponist und Instructor musicae Václav Kalous (1715–1786, Ordensname Simone St. Bartholomaeo), der auch als Organist und Regens chori an der Klosterkirche wirkte.
Nach dem Abschluss des Gymnasiums zog František Xaver im Alter von 17 Jahren nach Prag, wo er zunächst als Organist an der St.-Gallus-Kirche in der Altstadt sowie an der St.-Nikolaus-Kirche auf der Kleinseite seinen Lebensunterhalt verdiente. Wahrscheinlich wirkte er auch als Organist an der Marienkirche (heute nicht mehr existierende Kirche Panny Marie Na louži auf dem Marienplatz) in der Altstadt und als Regens chori an der Kirche St. Martin. Bald erlangte er in Prag ein hohes Ansehen als Komponist und virtuoser Organist. Von 1757 bis zu seinem Tod wurde er als einziger Komponist vom Prager Kreuzherrenorden eingeladen, die musica navalis (Schiffsmusik) für die beliebten Navalis-Feste zu komponieren. Diese fanden alljährlich am Vorabend des Johannistages (15. Mai) vor großem Publikum auf Moldauschiffen an der Karlsbrücke statt. František Xaver setzte damit die Tradition seines Vaters fort, der ebenfalls die Musik für diese Feste komponiert hatte.
Sein hervorragender Ruf als Musiker führte dazu, dass er am 1. Januar 1759 zum Domkapellmeister an der Metropolitankirche St. Veit in Prag ernannt wurde. Damit erlangte er bereits im Alter von 27 Jahren das bedeutendste musikalische Amt Böhmens. Dieses Amt behielt er bis zu seinem Tod. Zudem war er auch als Organist und Regens chori im Benediktinerinnenkloster St. Georg auf dem Hradschin tätig. Die Abschriften seiner Kirchenmusik fanden ab den 1760er Jahren nicht nur in Böhmen, sondern auch in den katholischen Nachbarländern eine weite Verbreitung. Robert Münster schreibt, dass František Xaver Brixi um 1770 der meistaufgeführte Komponist sakraler Musik in Bayern war, wovon die Musikinventare bayerischer Klöster und Kirchen zeugen. Im Gegensatz zu vielen böhmischen Musikern und Komponisten seiner Zeit verließ František Xaver Brixi Böhmen jedoch nie und verbrachte fast sein ganzes Leben in Prag. Dies erklärt seine Volksnähe und seine große Popularität in der Heimat und den großen Einfluss, den er auf den Musikgeschmack seiner Generation hatte.
František Xaver Brixi starb nach einer kurzen Krankheit im Alter von 39 Jahren im Hospital des Klosters der Barmherzigen Brüder, vermutlich an Tuberkulose. Seine letzte Ruhestätte fand er auf dem Hospitalfriedhof bei der Kirche St. Simon und Judas. Einen Teil seiner Musikalien vermachte er dem Kloster der Benediktinerinnen vom Hl. Georg auf dem Hradschin, den Rest dem Metropolitandom St. Veit. Der Dekan des Domkapitels von St. Veit, František Bartoň, würdigte ihn in einem Nachruf mit den Worten: Anno 1771 obiit in Domino Franciscus Brixi, capellae magister, vir omni exeptione dignus, alpha musicorum et gnarus omnium instrumetorum. Componista, cui par in Regno nullus fuite. (Im Jahr 1771 starb im Herrn František Brixi, Kapellmeister, ein Mann der allen Respekt verdient, der erste unter den Musikern und mit allen Instrumenten vertraut. Ein Komponist, der im ganzen Königreich unübertroffen ist.)

## Bedeutung

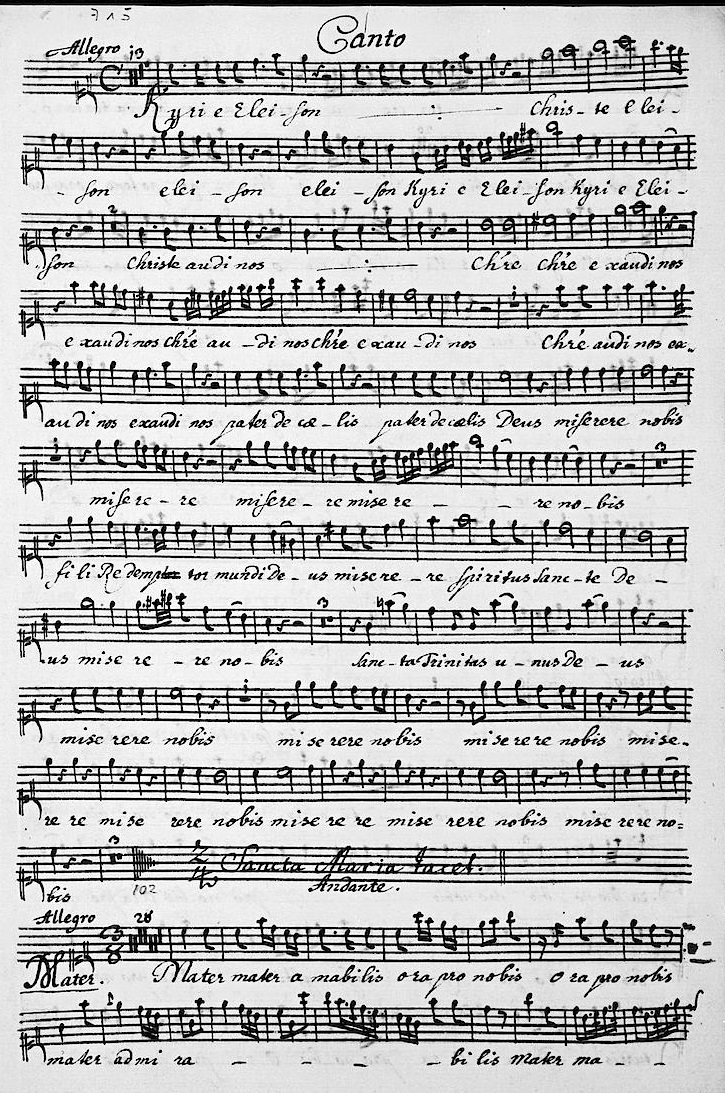
František Xaver Brixi: Litanei.

František Xaver Brixi zählt zu den bekanntesten und einflussreichsten böhmischen Komponisten des 18. Jahrhunderts. Sein Musikstil repräsentiert den Übergang vom Spätbarock zur Vorklassik. Zu seinen Lebzeiten erfreute sich seine Musik nicht nur in Böhmen und Mähren großer Beliebtheit, seine Kirchenkompositionen waren auch in weiten Teilen Mitteleuropas verbreitet, insbesondere in den katholischen Nachbarländern Österreich, Bayern und Schlesien. In zahlreichen Musikalienverzeichnissen böhmischer, österreichischer und bayerischer Klöster, die um die Wende zum 19. Jahrhundert, zum Teil im Zuge der Säkularisation, angelegt wurden, gehört Brixi zu den am häufigsten vertretenen Komponisten.
In der Enzyklopädie Die Musik in Geschichte und Gegenwart charakterisiert Vladimír Novák Brixis Musik  mit folgenden Worten: „… eine klare und heitere Melodik, ausgeprägtes und frisches rhythmisches Empfinden, vereinfachte und zugleich effektvolle Instrumentation und ein beweglich geführter Bass. In seinen Kompositionen findet man Elemente der tschechischen Volksmusik. All diese Faktoren hatten die Verbreitung von Brixis Musik noch zu seinen Lebzeiten in ganz Böhmen und im Ausland zur Folge. Er war einer der Komponisten, die den Übergang vom tschechischen Barock zur Wiener Klassik vorbereiteten. Sein Werk hat das tschechische Musikempfinden im 18. Jahrhundert stark beeinflusst. Die Kenntnis und Beliebtheit seiner Musik war einer der Ursachen dafür, dass später die Werke W. A. Mozarts in Böhmen so verständnisvoll aufgenommen wurden.“
František Xaver Brixi war ein gefragter Komponist von Osteroratorien und gelegentlichen Kantaten, insbesondere für bedeutende Jubiläen Prager Kirchenrepräsentanten. Im Jahr 1764 erhielt er von den Jesuiten des Prager Clementinums den Auftrag, die Musik für das Schuldrama Sanctus Adalbertus Pragensium episcopus (Heiliger Adalbert, Bischof von Prag) zu komponieren, das zur Inthronisation des Prager Erzbischofs Vojtěch Antonín Graf Příchovský aufgeführt wurde. Im Jahr 1765 beauftragten ihn die Benediktiner, mit der Komposition der Festkantate Corona dignitatis senectus (Alter, Krone der Würde), die anlässlich des fünfzigjährigen Professjubiläums des Abtes der Benediktinerklöster Břevnov-Broumov, Friedrich Grundmann, aufgeführt wurde.
Dem Propst der Prager Kreuzherren mit dem roten Herzen, Václav Kirchmayer aus Reichwitz, widmete er zu dessen zehnjährigen Amtsjubiläum im Jahr 1767 die Festkantate Ad Sanctam Crucem majorem triplicis crucis praepositus. Der Äbtissin des Prager Benediktinerinnenklosters St. Georg, Anna Scholastica Baulerin von Hohenburg, widmete er 1760 die große Festmesse Missa solemnis sowie die dreisätzige Orchestersinfonie Sinfonia seu concertus. 1768 folgte das Oratorium Ursach des Lebens des Heils Mariae für die Benediktinerinnenäbtissin Maria Josepha, Fürstin von Fürstenberg, und 1771 die Festkantate Divina providentia (Göttliche Vorsehung) für ihre Nachfolgerin, die Äbtissin Maria Elekta Vraždin von Kunwald.
Seine Kirchenmusik wurde von zahlreichen Prager Chören aufgeführt, und während der Passionswoche fanden in den großen Klöstern der Stadt Brixis Oratorien Aufführung. Auch Aufträge des Jesuitenkollegs München, des Franziskanerklosters Bozen und anderer europäischen Institutionen sind dokumentiert.

## Werke

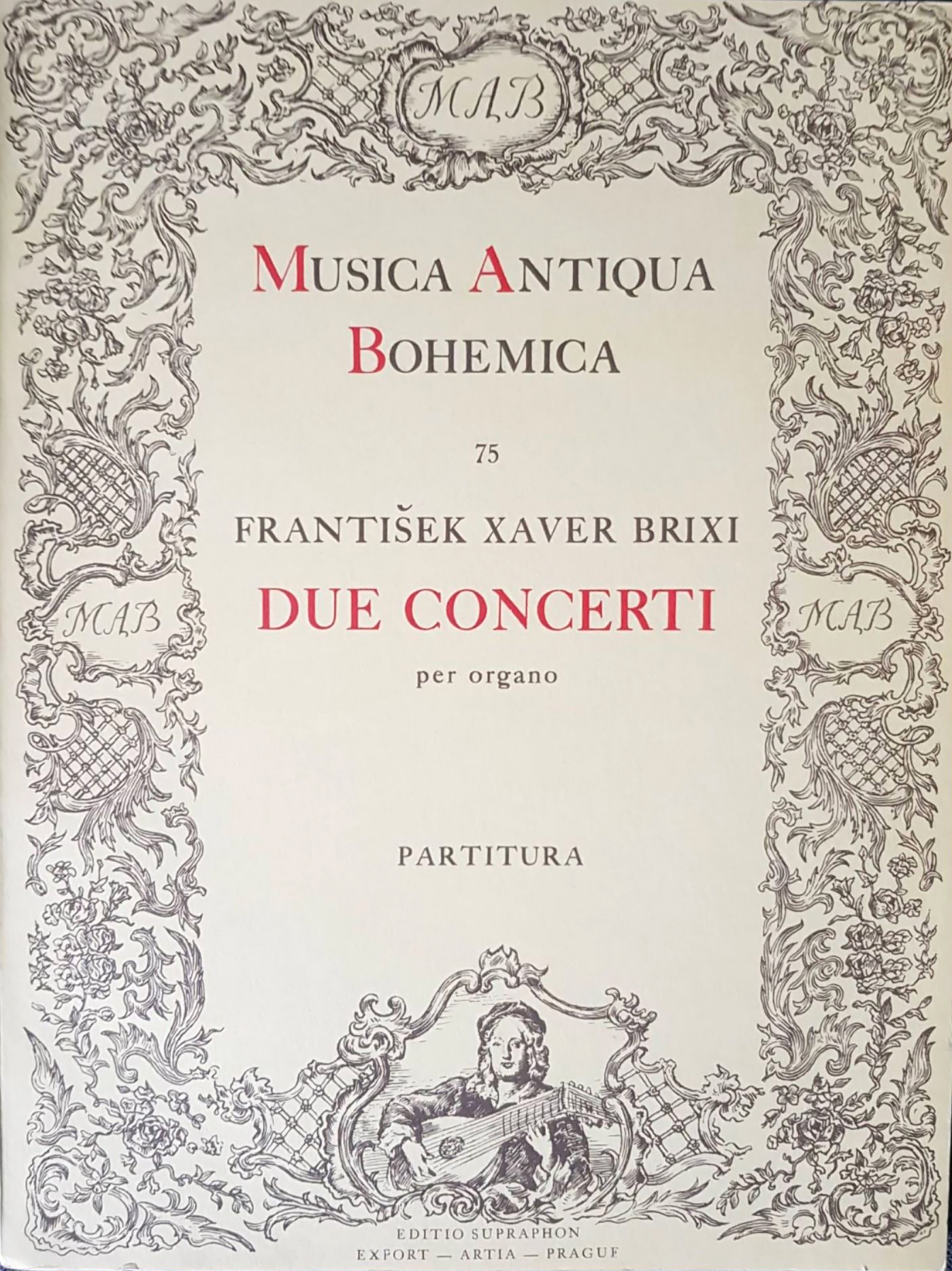
Brixi: Due concerti per organo, Titelblatt der Ausgabe bei Musica Antiqua Bohemica.

Etwa 400 seiner Kompositionen sind in zeitgenössischen Abschriften erhalten und befinden sich in den Archiven vieler tschechischer Kirchen sowie in Kirchenarchiven in Bayern, Österreich und Schlesien. In der Benediktinerabtei Ottobeuren befinden sich Abschriften von 167 seiner Werke. Sein umfangreiches Œuvre umfasst zahlreiche Messen, Litaneien, Vespern, Te Deums, Offertorien, Motetten, Arien und Marienantiphonen sowie Oratorien. Darüber hinaus komponierte er geistliche und weltliche Kantaten, Werke für Orgel und Cembalo, Musik zu komischen Schuldramen, Sinfonien und mehrere Instrumentalkonzerte, insbesondere für die Orgel.
Auswahl seiner Kompositionen:

### Kirchenmusik
Etwa 55 Messen; 20 Kyrie et Gloria; 6 Requiem; 4 Te Deums, 14 Litaneien; 17 Vespern; eine Reihe von Arien, Gradualien, Motetten, Offertorien, Magnificat; 6 Musicae navales; darunter:
Messen
- Missa solemnis in D
- Missa brevis in D
- Missa brevis in F
- Missa brevis in A
- Missa brevis in B
- Pastoralmesse in C
- Missa hyemalis

Oratorien
- Crux morientis Jesu Christi
- Filius prodigus
- Jesus Christus Dei filius
- Judas Ischariotes
- Die obsiegende Liebe
- Opera de passione Domini
- Opera quadragesimalis
- Opus patheticum de septem doloribus BMV
- Stabat mater
- Trias in monade
- Ursach des Lebens und des Heils Mariae

### Kantaten, Fest- und Schauspielmusik
- Corona dignitatis senectus – Festspiel (1766)
- Ad sanctam crucem maiorem triplicis crucis praepositus – Festkantate (1767)
- Divina providentia – Festkantate (1771)
- Sensus humani, Meditatio IV Gustus (1761)
- Religio seu cultae religionis emolumenta, Meditatio II Religio in aulis (1763)
- Religio seu neglectae religionis detrimenta, Meditatio III, Detrimentum vitae (1764)
- Sanctus Adalbertus Pragensium episcopus (1764)
- Religio seu Conservandae religionis impedimenta, Meditatio I Turba negotiorum (1766)

### Musik zu komischen Schuldramen
- Erat unum cantor bonus (Es war einmal ein guter Kantor) – Parodie der zeitgenössischen Methoden des Gesangsunterrichtes
- Luridi scholares – Parodie des zeitgenössischen Unterrichts
- Der Prahler ohne Geld – uraufgeführt Anfang der 1760er Jahre im Prager Theater an der Kotzen
- Bernardon die Gouvernante – Burleske über eine betrunkene Gouvernante

### Instrumentalmusik
3 Sinfonien; 2 Konzerte für Flöte und Orchester; 1 Konzert für 2 Flöten und Orchester; 7 Konzerte für Orgel und Orchester; Partiten für Blasinstrumente; Präludien, Fugen, Toccaten, Partiten und Pastorellen für Orgel; Partiten und Suiten für Cembalo.